# Pace di Longjumeau
La pace di Longjumeau, conclusione della battaglia di Saint Denis, venne firmata il 23 marzo 1568 nell'hôtel du Dauphin, da Odet de Coligny e François de Montmorency, presso Longjumeau; con essa veniva rinnovato l'editto di Amboise, confermando libertà e privilegi per gli Ugonotti, e si chiudeva la seconda guerra civile francese nella stagione compresa nella seconda metà del Cinquecento.
Questa guerra intestina si concluderà poi con l'editto di Nantes (15 aprile 1598) e con la pace di Vervins con la Spagna (2 maggio 1598), che confermò la pace di Cateau-Cambrésis del 1559.